# Ectomesênquima
Ectomesênquima é um mesênquima derivado das células das cristas neurais que migram para a cavidade oral. Seu nome se deve ao fato de que essas células se originam do ectoderma, mas formam um tecido conjuntivo frouxo e estão localizadas no tecido derivado do mesoderma. Posteriormente em desenvolvimento, o ectomesênquima levará a estruturas mais especializadas dos dentes, como dentina, polpa dentária, cemento, ligamento perialveolar e osso alveolar.